# Gare de Nijō (Kyoto)
La gare de Nijō (二条駅, Nijō-eki) est une gare ferroviaire japonaise située dans l'arrondissement de Nakagyō à Kyoto. Elle est gérée par la compagnie JR West et le métro de Kyoto.

## Situation ferroviaire
La gare de Nijō est située au point kilométrique (PK) 4,2 de la ligne principale Sanin (ligne Sagano) et au PK 15,1 de la ligne Tōzai.

## Histoire
La gare a été inaugurée le 15 février 1897. Le métro y arrive le 12 octobre 1997.
L'ancien bâtiment voyageurs de la gare a été déplacé en 1996 au sein du Umekoji Steam Locomotive Museum (aujourd'hui Kyoto Railway Museum).

## Services aux voyageurs

### Accès et accueil

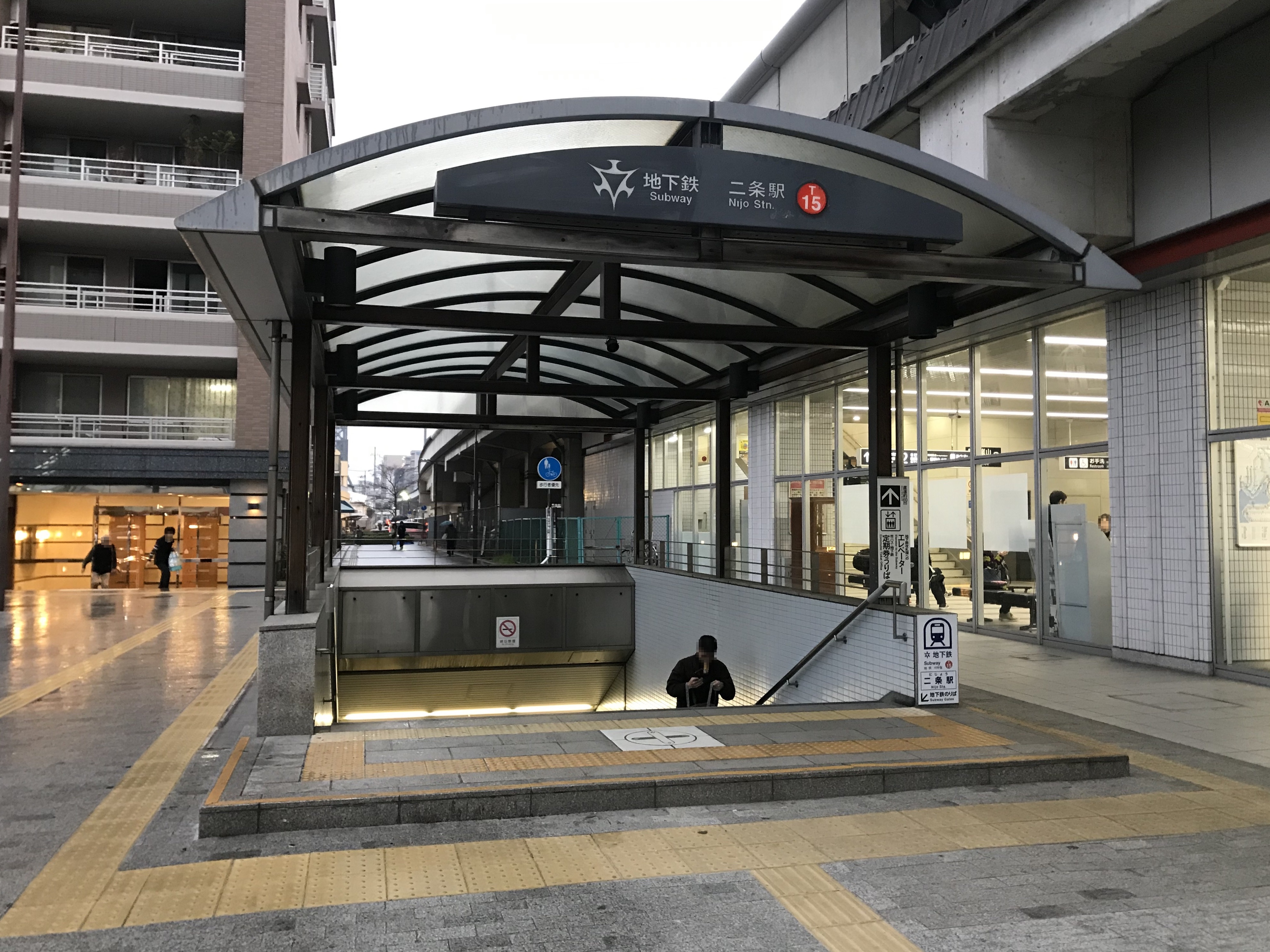
Entrée de la station de métro

La gare dispose d'un bâtiment voyageurs, avec guichet, ouvert tous les jours.

### Desserte

#### JR West
- Ligne Sagano :
  - voie 1 : direction Kyoto
  - voie 2 : direction Sonobe

#### Métro de Kyoto
- Ligne Tōzai :
  - voie 1 : direction Uzumasa Tenjingawa
  - voie 2 : direction Rokujizō

### Dans les environs
- Château de Nijō
- Shinsenen